# Ottlik Géza
Ottlik Géza (Budapest, 1912. május 9. – Budapest, 1990. október 9.) Kossuth- és József Attila-díjas magyar író, műfordító. A magyar intellektuális próza kiváló alkotója. Kiemelkedő tudású bridzsversenyző, többszörös magyar bajnok és válogatott, valamint világhírű szakíró, a bridzsjáték megújítója.

## Élete

1974 augusztusában
(Csigó László felvétele)

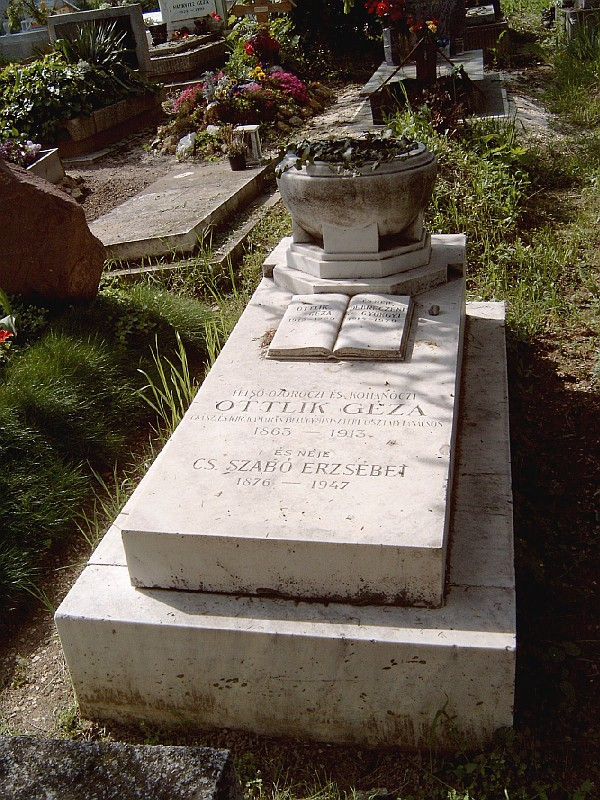
Sírja Budapesten, a Farkasréti temetőben (Hv27-10-15)

Az ozori és kohanóci Ottlikok régi nemesi családok voltak. Tagjaik közül tábornokok és magas rangú állami tisztviselők kerültek ki. 1912-ben született. Apja, Ottlik Géza, belügyminisztériumi titkár és császári kamarás, akit másfél éves korában elveszített. Anyja Cs. Szabó Erzsébet. Ottlikot a hagyományoknak megfelelően katonatisztnek szánták, ezért 1923-tól katonai alreál- és főreáliskolákba íratták be, amitől egy életre elment a kedve a kaszárnyai fegyelemtől, és később felülmúlhatatlan krónikása lett a katonai nevelés embertelenségének. 1923-tól 1926-ig a kőszegi katonai alreáliskola, 1926-tól 1929-ig a budai katonai főreáliskola tanulója. 1930-ban érettségizett. Iskolás éveit a forradalmakat követő bethleni konszolidáció „rendcsináló” éveiben töltötte, otthonról hozva a franciás-angolos nyugatos műveltséget. Érettségi után a budapesti egyetem matematika-fizika szakára iratkozott be, ahol Fejér Lipót tanítványaként szerzett végbizonyítványt.
Első írásai 1931-ben jelentek meg a Napkeletben. Írásmódjára kezdetben Kosztolányi és Márai, valamint André Gide voltak nagy hatással. Egyetemi évei alatt az Új Nemzedék munkatársa, 1933-tól a Budapesti Hírlap bridzsrovatának szerkesztője. 1939-ben Babits közölte a Nyugatban A Drugeth-legenda című elbeszélését. Ekkoriban kristályosodott ki a jellem, ami alapvetően humanista, elutasította az úri szabályörökséget, nem kötött egyezséget semmilyen szabályrendszerrel, de ellenségnek sem tekintette őket, a fasizmust kivéve, de megtartva saját véleményét, az előkelő szenvtelenség álorcája mögött eltűrten, még némi tisztelettel is övezetten együtt tudott élni Horthyékkal, Rákosiékkal, Kádárékkal is. A háború alatt légoltalmi szolgálatra osztották be, és üldözötteket mentett, köztük Vas Istvánt is. Embermentő tevékenységéért a Jad Vasem a Világ Igaza címmel tüntette ki 1989-ben.
A háború befejezésekor a magyar szellemi élet megújítását tervezte a Nyugat hagyományait folytatva. 1946-ig a Magyar Rádió dramaturgjaként dolgozott. Huszonöt év magyar irodalma címmel előadásokat tartott a rádióban, hangjátékokat fordított, és írt is (A Valencia-rejtély). 1945-től 1957-ig a Magyar PEN Club titkára volt. Az Iskola a határon című regényének 1948-ban Tovább élők címmel elkészült első változatát maga kérte vissza kiadójától.
Az 1948-ban örökölt 67 kh földjét azonnal, ellenszolgáltatás nélkül felajánlotta a termelőszövetkezeteknek, ebből az állam 53 hold földet fogadott el. 1949-től kezdve a megmaradt 14 kh után földadót kellett fizetnie („mezőgazdasági fejlesztési járulék”), s emiatt 1952-ben (az 1952. évi 2. sz. törvényerejű rendelet értelmében), noha soha nem volt nagygazda, kuláknak nyilvánították. A kitelepítéstől csak a Magyar Írószövetség közbenjárása mentette meg.
A Rákosi-korszakban uralkodó dogmatikus irodalompolitika éveiben kiszorult az irodalmi életből, fordításokból élt. Kényszerű hallgatása 1957-ben ért véget, mikor megjelent Hajnali háztetők című kisregénye, amelynek első változatát még 1944-ben adta közre a Magyar Csillag. Nagyobb mértékben írta újra az Iskola a határon című regényét, amely 1959-ben jelent meg. Alkotói módszeréhez tartozott, hogy műveit évtizedeken át csiszolgatta.
1960 őszén Ottlikot kitűnő műfordításaiért az angol kormány tanulmányútra hívta meg Londonba. 1969-ben megjelent elbeszéléskötetében csak a könyv címét is adó Minden megvan volt új. Az egyetlen hosszabb terjedelmű műve, amely az Iskola a határon ikerdarabjaként készült, a Lengyel Péter gondozásában megjelent Buda, bár végső, Ottlikra jellemző keretbe ágyazottságát, többszörös betétességét nem nyerte el, mégis az Iskola a határon méltó folytatásának tarthatjuk. 1981-ben József Attila-díjat, 1984-ben Déry Tibor-díjat, 1985-ben Kossuth-díjat, 1988-ban Szép Ernő-jutalmat, 1990-ben Örley István-díjat kapott.
1990. október 9-én Budapesten halt meg.

## Életműve
Ottlik irodalmi életműve nem nagy, holott szakadatlanul dolgozott. Műfordításainak száma sokkal nagyobb, mint eredeti műveié. Regényei, kisregényei, novellái, tanulmányai, kisebb esszéi és kritikái együtt beleférnek öt nem túl terjedelmes kötetbe.

## Emlékezete
Emléktáblája található az I. kerületben, a II. kerületben, szintén a II.-ban a Szent Lukács Gyógyfürdőben, a Bartók Béla út 15/b ház oldalfalán, zárt udvaron, valamint Gödöllőn. Emellett parkot neveztek el róla Budapest XI. kerületében.

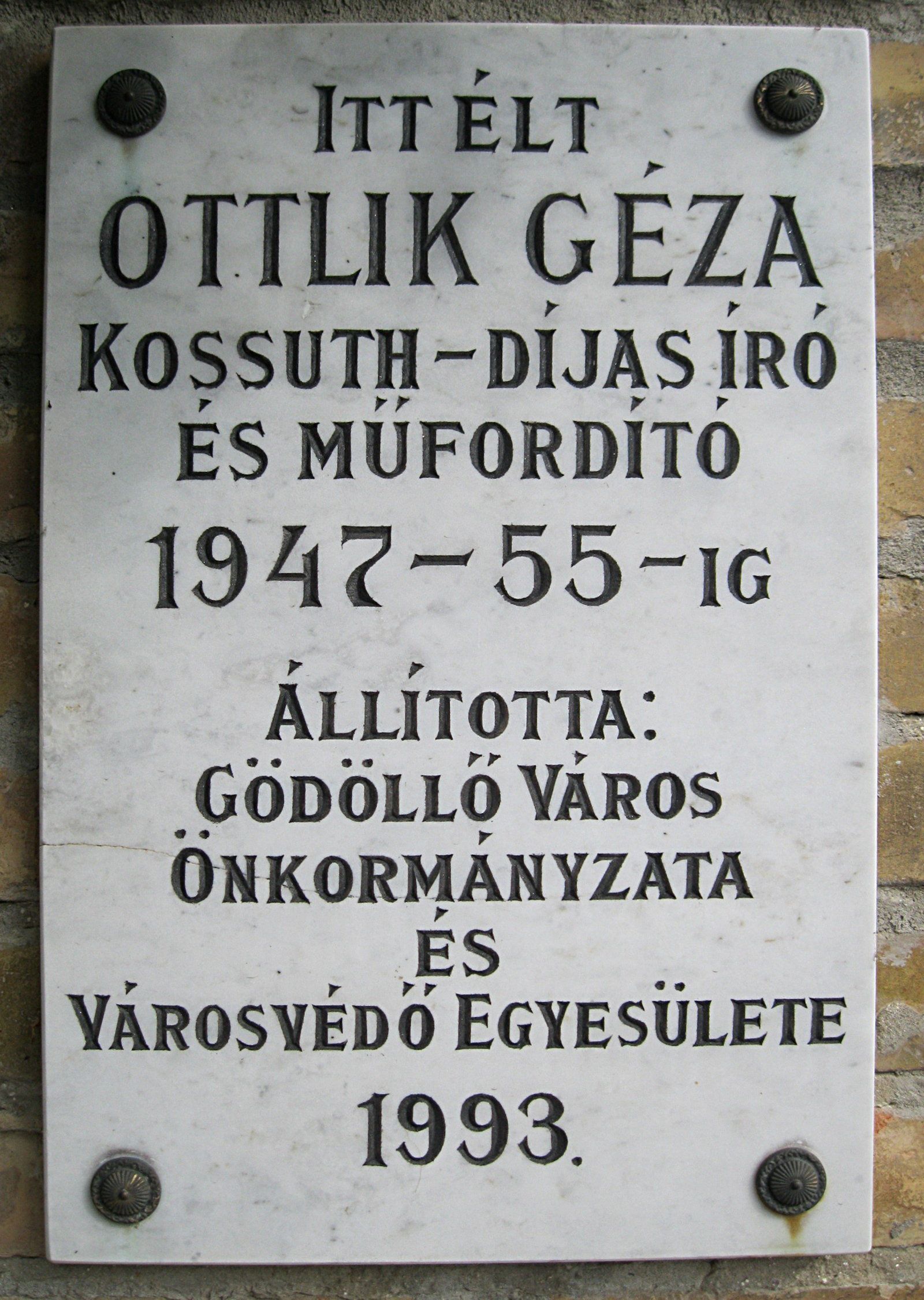
Emléktáblája Gödöllőn
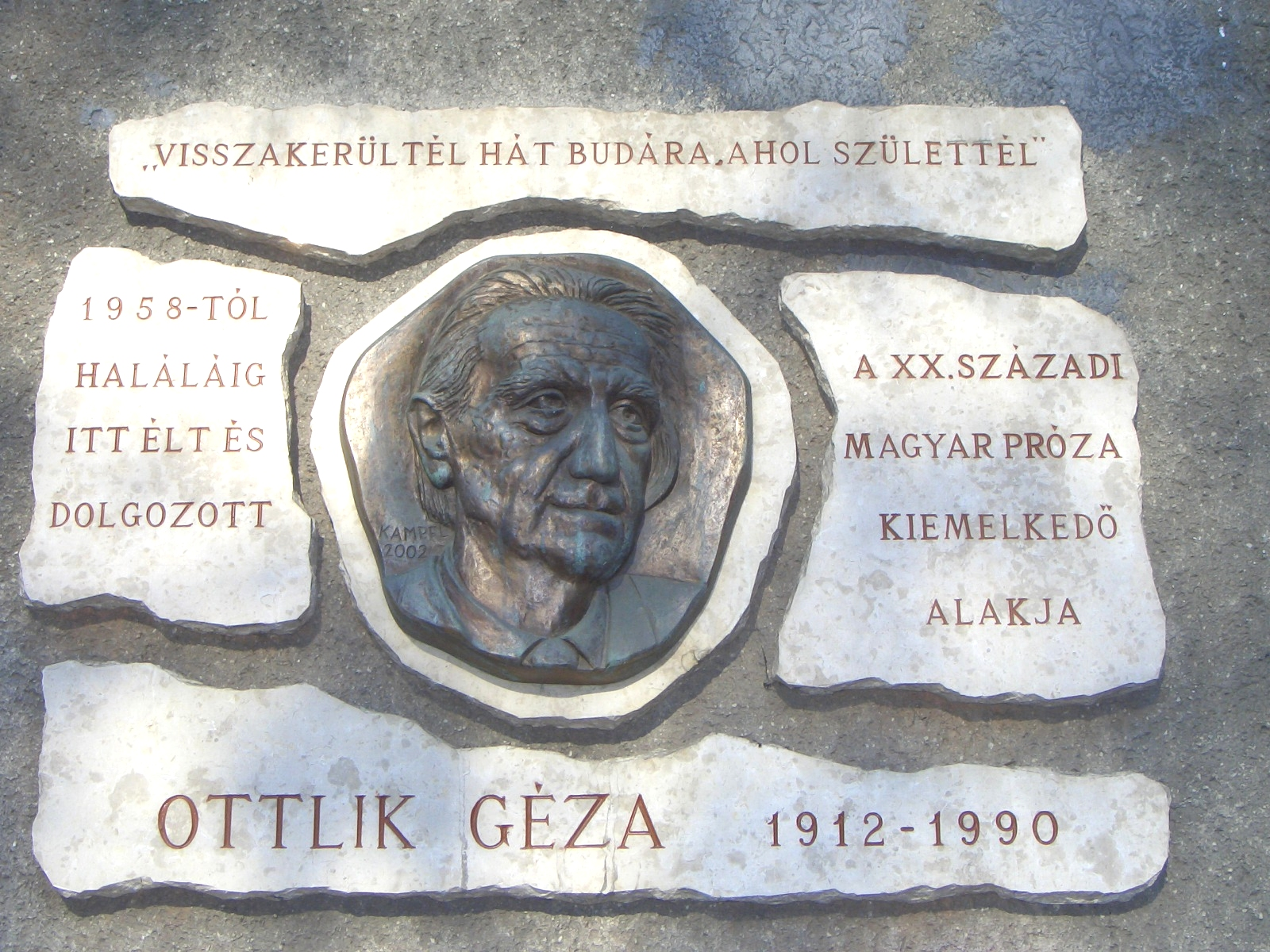
Emléktáblája Krisztinavárosban, az Attila út 45. sz. ház falán, ahol 1958-tól haláláig lakott
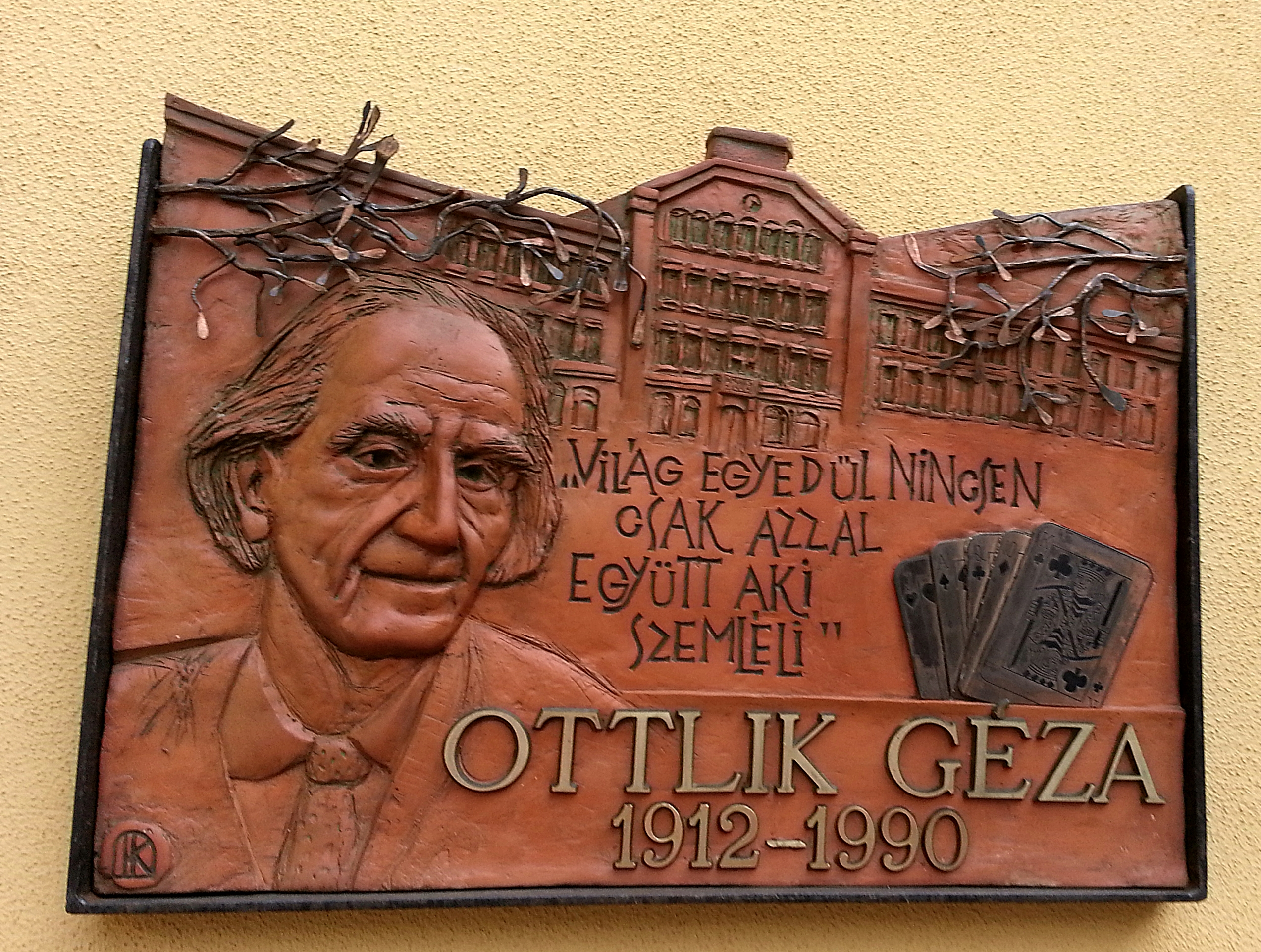
Emléktáblája a Szent Lukács Gyógyfürdőben
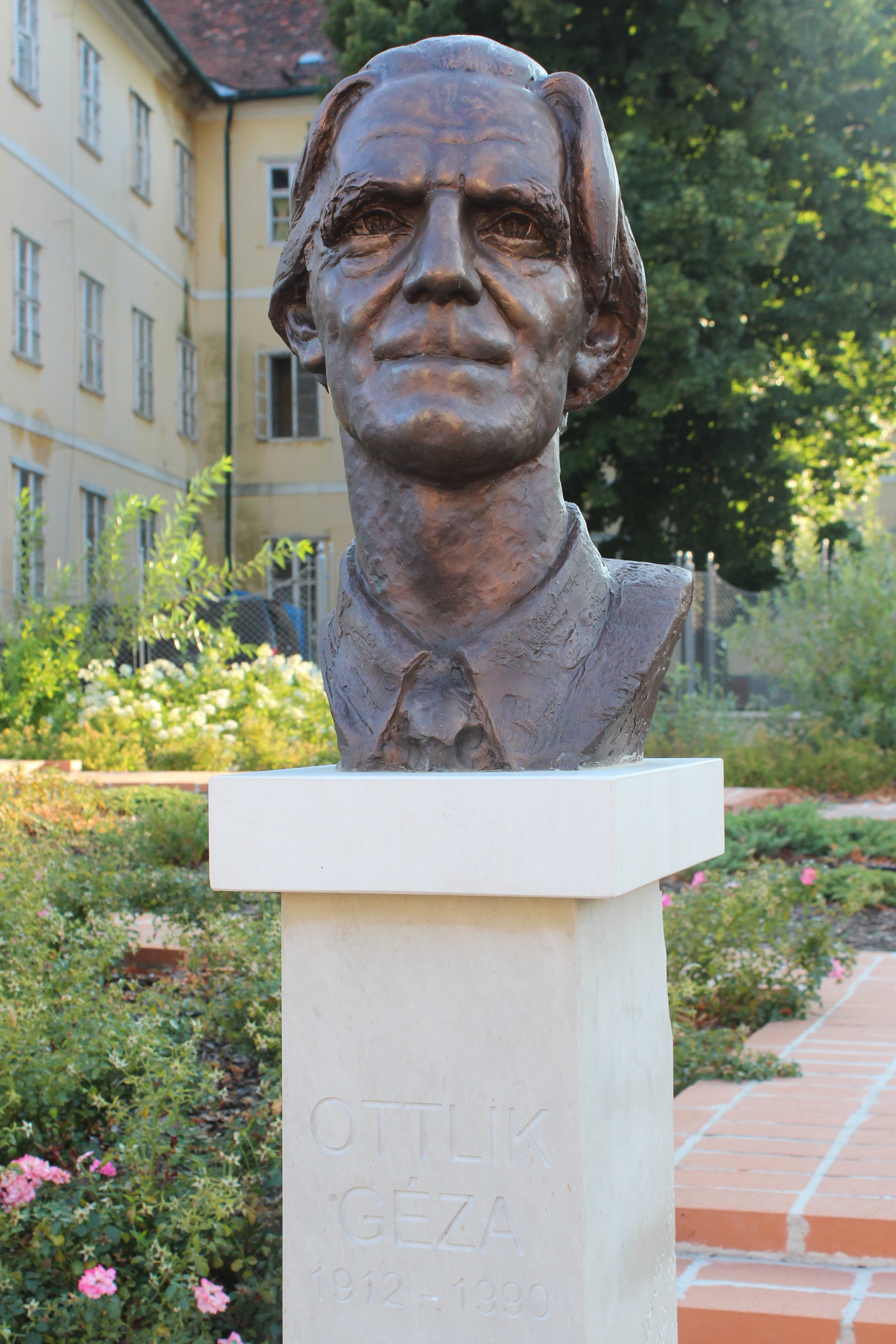
Mellszobra Kőszegen

## Abridzskiemelkedő alakja
A játékkal fiatal korában kötelezte el magát. A 30-as évek magyar aranycsapatainak tagjai, világ- és európai bajnokok között kezdte el pályafutását. Különösen nagy tehetséget mutatott fel az úgynevezett technikai versenyeken. 1937-ben már az ifjúsági válogatott tagja volt, az ekkor rendezett budapesti világbajnokságról tudósította a londoni The Timest. Szakírói munkásságát 1936-ban kezdte a Budapesti Hírlap bridzsrovatának beindításával. Később, a háború előtt és után
is rövid ideig tagja volt a magyar bridzsfolyóirat szerkesztőbizottságának. Nemzetközi ismertségre 1967-ben tett szert, amikor cikke jelent meg a legismertebb amerikai szaklapban. A Nemzetközi Bridzs Akadémia ezért elsőként neki ítélte
„Az év legjobb bridzsírása” díjat. Az amerikai folyóirat 1974-ben már Ottlik 10 részes cikksorozatát közölte a játéktechnika addig fel nem tárt területeiről.
Ismertsége csodálattá fokozódott, rendszeres vendége volt a bridzs világeseményeinek.
Könyvét, az Adventures in card playt angolul Hugh Kelsey ismert szakíróval közösen jelentette meg, 1979-ben. A művet azóta is a legjobb és legnépszerűbb szakkönyvek között tartják számon. Magyarul 1994-ben, Ottlik halála után jelent meg Kalandos hajózás a bridzs ismeretlen vizein címmel, Homonnay Géza és Kelen Károly fordításában.

## Centenáriuma eseményeiből
- Petőfi Irodalmi Múzeum a Minden megvan című emlékkiállításával  és az Emlékezések Ottlik Gézára című virtuális kiállításával  emlékezik az íróra
- Petőfi Irodalmi Múzeum maratoni felolvasással emlékezik az íróra.
- Május 9-én, egyszerre három városban, Kőszegen, Budapesten és Gödöllőn egy időben, két nyelven – magyarul és angolul – tartottak születésnapi maratoni felolvasást, ezt követően pedig egészen jövő év januárjáig harminc különböző rendezvény, felolvasóest, vetélkedő, kiállítás irodalmi séta és irodalmi konferencia várja az érdeklődőket.[13]
- Az Ottlik – 100 elnevezésű kőszegi eseménysorozat 2012 májusában tudományos konferenciával, tanulmánygyűjtemény kiadásával, szoboravatással, diákvetélkedővel adózott az író emlékének.
- Kőszeg Város Önkormányzata és a Jurisich Miklós Gimnázium az évfordulója alkalmából, rá emlékezve film- és irodalmi pályázatot hirdetett középiskolások részére.
- Magvető Kiadó a Hajnali háztetők különleges kiadásával köszöntötte.
- A közszolgálati csatornák napokon át sugározták az Ottlik-művekből a korábbi években készült adaptációkat.
- A Magyar Rádió május hetedikén kezdte sugározni a Buda című regényből készített sorozatot. A szereplők: Kulka János, Széles László, Gáspár Sándor, Béres Ilona és Bozó Andrea voltak. A művet rádióra alkalmazta és rendezte: Mészáros Péter.[14]
- A A BRIDZS.HU Centenáriumi cikkei
  - Ottlik 100 – Bridzsenciklopédia
  - Ottlik 100 – Ottlik Géza bridzséletrajza
  - Ottlik 100 – Kalandos utazás margók hullámain
  - Ottlik 100 – Száz év magány

## Művei
- Hajnali háztetők. Elbeszélések; Magvető, Budapest, 1957
- Iskola a határon; Magvető, Budapest, 1959
- Garabó Gereben. Osztrák népmesék; átdolg. Ottlik Géza; Móra, Budapest, 1965 (Kispajtások mesekönyve)
- Minden megvan; Magvető, Budapest, 1969
- Géza Ottlik–Hugh Kelsey: Adventures in card play; Gollancz, London, 1979 (Master bridge series)
- Próza; Magvető, Budapest, 1980
- A Valencia-rejtély. Hajónapló. Pályákon; Magvető, Budapest, 1989
- Minden megvan; 2. bőv. kiad.; Magvető, Budapest, 1991
- [Hamisjátékosok (novellák) – (Ez egy elterjedt tévedés: Hamisjátékosok címen nem jelent meg Ottliknak kötete, csak egy novellája.)]
- Buda. Regény; szöveggond. Lengyel Péter; Európa, Budapest, 1993
- Ottlik Géza–Hugh Kelsey: Kalandos hajózás a bridzs ismeretlen vizein; ford. Homonnay Géza, Kelen Károly; Európa, Budapest, 1997
- Továbbélők (az Iskola a határon korábbi változata); szöveggond., utószó Kelecsényi László; Jelenkor, Pécs, 1999
- Csillagszórók az éjszakák; Palatinus, Budapest, 2001
- Hajónapló / Pályákon / A Valencia-rejtély; szerkesztő:, szöveggond., jegyz. Hafner Zoltán; Magvető, Budapest, 2005
- Rádió. Előadások, tanulmányok, emlékezések; összegyűjt., utószó Salamon István, szerk., szöveggond., jegyz. Hafner Zoltán, Salamon István; Magvető, Budapest, 2009

## Fordításai
- Charles Dickens: Örökösök (rövidített ifjúsági változata A Jarndyce-örökösök címmel jelent meg)
- Charles Dickens: Martin Chuzzlewit
- Charles Dickens: A Pickwick klub (Hevesi Sándor 1930-as fordításának átdolgozása)
- Charles Dickens: Copperfield Dávid (a regény első harmada, ifjúsági változat)
- Charles Dickens: Twist Olivér (ifjúsági változat)
- G. B. Shaw : Candida – Sosem lehet tudni – Ember és felsőbbrendű ember – Barbara őrnagy – Szent Johanna
- Gottfried Keller: Falusi Rómeó és Júlia
- Eugene O’Neill: Amerikai Elektra
- Eric Knight: Lassie hazatér
- Ernest Hemingway: Az öreg halász és a tenger
- Evelyn Waugh: A megboldogult
- Evelyn Waugh: Utolsó látogatás
- Howard Fast: Az ekhós szekér (novellák)
- John Osborne: Dühöngő ifjúság
- Mitchell Wilson: Villámok között (a regény első fele)

## Díjai, elismerései
- József Attila-díj (1981)
- Déry Tibor-díj (1984)
- Kossuth-díj (1985)
- Szép Ernő-jutalom (1988)
- Világ Igaza kitüntetés (1989)[10]
- Örley István-díj (1990)[15]

## Szakirodalom
- Albert Gábor: Ottlik Géza testamentuma, Hitel, 1994, 2. sz. 92-94. old.
- Almási Miklós: Egy nevelődési regény a középosztályról = Valóság és varázslat, szerkesztő: Kabdebó Lóránt, 1979, Budapest, 303-320. old.
- Angyalosi Gergely: Ezze van az embernek, Határ, 1994, 1. sz.
- „Az étheren át…” Ottlikkal beszélget Salamon István, Kortárs, 1985, 11. sz. 109-117. old. és Látóhatár, 1985, 11. sz. 22-37. old.
- Balassa Péter: „Valami keletkezik” – „Semmit sem csinálni”. Naplórészlet Ottlikról, a '80-as években, Újhold Évkönyv, 1987, 2. k. 171-178. old.
- Balassa Péter: Az végeknél (Kommentár Ottlikhoz, avagy a műelemzés bukása) = B. P.: A színeváltozás, 1982, 253-292. old.
- Balassa Péter: Egy regény mint gobelin. Ottlik és Esterházy – egyetlen lapon = B. P.: Észjárások és formák, 1985, Budapest, Tankönyvkiadó, 308-321. old.
- Balassa Péter: Íme a Próza (Ottlik Géza könyvéről) = B. P.: A színeváltozás, 1982, 293-301. old.
- Balassa Péter: Ottlik és a hó, Jelenkor, 1982, 5. sz. 407-412. old.
- Balassa Péter: Ottlik Géza: Próza, Kortárs, 1980, 12. sz. 1997–2000. old.
- Balassa Péter: Szövegminták az Iskolából – módjával, Híd, 1982, 5. sz. 617-627. old.
- Balog József: Majd, Pom, 1991, 4. sz. 7-20. old.
- Bán Magda: „…Építeni kell a művet.” Beszélgetés Ottlikkal, Film Színház Muzsika, 1985, 29. sz. 8-9. old.
- Bán Zoltán András: Az első Ottlik-vita, Beszélő, 1997, 1. 91-92. old.
- Bán Zoltán András: Nincs meg semmi, Holmi. 1993. 12., 1732–1735. old.
- Bányai János: Ottlik Géza: Próza, Híd, 1981, 4. sz. 492-499. old.
- Bazsányi Sándor: Évek? Évtizedek, Holmi, 2000, 6. sz. 740-749. old.
- Béládi Miklós: Ottlik Géza: Próza, Alföld, 1981, 3. sz. 79-82. old.
- Béládi Miklós: Ottlik Prózája = B. M.: Válaszutak, 1983, 267-273. old.
- Bence Erika: Sár és hó: szövegháttér-vizsgálat, Üzenet, 1996, 9. sz. 559-570. old.
- Beney Zsuzsa: Iskola a határon = B. Zs.: Ikertanulmányok, 1973, Budapest, Szépirodalmi, 194-235. old.
- Beney Zsuzsa: Ottlik halála, Vigília, 1991, 4. sz. 273-5. old. és Látóhatár, 1991., 6. sz. 89-93. old.
- Beney Zsuzsa: Még egy írás a „Budá”-ról, Holmi, 1994, 1. sz.
- Bencze Andrea: Élet a halál után?, Reform, 1995. december 15., 39. sz. 85. old.
- Benyovszky Krisztián: Emlékezés és narráció három modellje, Kalligram, 1999, 9. sz. 42-61. old.
- Benyovszky Krisztián: Hajnaltájt, Kalligram, 2000, 4. sz. 65-78. old.
- Bereg Zsuzsa: Ottlik halála, Látóhatár, 1991, 6. sz. 89-93. old. és Vigília, 1991, 4. sz. 273-275. old.
- Berkes Erzsébet: Sugárkéve, in: Magyar Nemzet, 1987. 5. 9., 9. old.
- Béládi Miklós: Ottlik prózája, Alföld, 1981, 3. sz. 79-82. old.
- Bodnár György: „Mondd el a nehezen mondhatót!” = B. Gy.: Jövő múltidőben. 1998, Budapest, Balassi, 330-2. old.
- Bokor László: Ottlik Géza: Iskola a határon, Népszabadság, 1960, június 14. 8. old.
- Czigány György: Ez is Buda! = Cz. Gy.: Mozarttal vacsorázok. 1992, Szekszárd, Babits, 5-23., 13-24. old.
- Czigány György: Kvartett Ottliknál, Jelenkor, 1982, 5. sz. 415-9. old. és Látóhatár, 1982, 5. sz. 65-76. old.
- Czigány György: Lecke Ottlik Gézáról, Jelenkor, 1985, 351-352. old.
- Czigány György: Mindig voltak dugóhúzók (Töredék Ottlik Gézának), Jelenkor, 1984, 12. sz. 1140–1142. old.
- Czigány György: Zebegényi beszélgetés, RTV újság, 1982, 9. sz. 3. old.
- Csillag Tibor: „A regény a hallgatás szövetéből készül.”, Stádium, 1991, 2 sz. 56-60. old.
- Dérczy Péter: Nyelv és világkép, Hitel, 1990, 3. sz. 54-55. old.
- Esterházy Péter: Bevezetés a szépirodalomba, 1986, Budapest, Magvető.
- Esterházy Péter: Javított kiadás, 2002, Budapest, Magvető
- Esterházy Péter: Fecsegések a határon, Élet és Irodalom, 1999, 12. sz. 3. old.
- Fábián Éva: Ottlik Géza: Hajnali háztetők, Kortárs, 1958, 789-791. old.
- Farkas Edit: Az elbeszélés nehézségei Ottlik Géza Iskola a határon című regényében, Nyelv- és Irodalomtudományi Közlemények, 1993, 1/2. sz. 47-65. old.
- Ferencz Győző: Ottlikról külföldieknek = F. Gy.: Hol a költészet mostanában?, 1999, Budapest, Nagyvilág, 115-118. old.
- Ficher József: Levél Ottlik Gézának, Kortárs, 1982, 5. sz. 779-780. old.
- Földes Anna: Légy hűtlen önmagadhoz (Ottlik Géza: Iskola a határon) = F. A.: Húsz év – húsz regény, 1968, Budapest Szépirodalmi k. 276-288. old.
- Földes Anna: Az angyalok kémje – az emberi világban, Élet és Irodalom, 1970, 9. 10. old.
- Fűzfa Balázs: "...sem azé, aki fut..." Ottlik Géza Iskola a határon című regénye a hagyomány, a prózapoétika, a hipertextualitás és a recepció tükrében, 2006, Argumentum, Budapest
- Fűzfa Balázs: Kifelé a ködből. Írások Ottlik Géza műveiről, 2017, Savaria University Press, Szombathely
- Gáll István: Ottlik Géza: Minden megvan, Magyar Hírlap, 1970. február 19.
- Galsai Pongrác: Ottlik Géza: Próza, Nők Lapja, 1980, 24. sz. 21. old.
- Györe Balázs: Egy szoba az emeleten. Ottlik-emlékkiállítás Gödöllőn, Élet és Irodalom, 1995, 8. sz. 20. old.
- Györe Balázs: A megszólítás ábrándja, 1994, Budapest, Liget
- Győrffy Miklós: Ottlik és Musil, Újhold-Évkönyv, 1990/2., 313-326. old.
- Halasi Andor: Ottlik Géza: Hajnali háztetők = H.A.: A jövő felé, Szépirodalmi, Budapest, 1964, 194-197.
- Harkai Vass Éva: A polifon regény, Híd, 1985, 7-8. sz. 1021–1025. old.
- Hekerle László: A világ biztonsága = H. L.: A nincstelenség előtt, 1988, 104-111. old.
- Hermann István: Hátranézés egy vitára, Élet és Irodalom, 1960. szeptember 23. 3. old.
- Hermann István: A hátranézés irodalma, Élet és Irodalom, 1960. június 17.
- Hernádi Miklós: Ottlik Géza: Próza, Élet és Irodalom, 1980, 24. sz. 10. old.
- Horkay Hörcher Ferenc: Az udvariasság filozófiája: Ezüstszárnyú madarak – A drótszemüveg. = Utazás Abbáziába, 1996, Tata, 134-150. old.
- Horkay Hörcher Ferenc: Kis szekszepilek és izolált dzéták: Boldogságfogalmak Ottlik prózájában = Utazás Abbáziába, 1996, Tata, 64-76. old.
- Hornyik Miklós: Ceruzasorok egy megkezdett regényről, 7Nap, 1985., 3. sz. 32-33. old.
- Hornyik Miklós: Beszélgetés Ottlik Gézával, Híd, 1979, 11. sz. 2287–2309. old.
- Hornyik Miklós: Lélekkel írni. Beszélgetés Ottlik Gézával, Híd, 1979, 11. sz. 1287–1309. old.
- Hornyik Miklós: Scott kapitány feljegyzései, Látóhatár, 1991, 1. sz. 12-21. old.
- Hornyik Miklós: Tengernagy propelleren: Ottlik Géza, Kilátó, 1982. 17. sz.
- Horváth Kornélia: Iskola a határon. Bár, 1996, 1/2. sz. 186-204. old.
- Irodalmi kvartett: beszélgetés az Ottlik-emlékkönyvről, Beszélő, 1996, 5. sz. 76-84. old.
- Jakus Ildikó: Egy átírás tanulságai – a Hajnali háztetők változatairól, Holmi, 1992, 12. 1744–1749. old.
- Jolsvai András: Csöndes, budai történet, 168 óra, 2002. május 23. 5. oldal
- Juhász Erzsébet: Hazatalálni – otthon lenni – Minden megvan = J. E.: állomáskeresésben, 1994, Pécs, Jelenkor, 110-112. old.
- Kabdebó Lóránt: Földtani türelemmel érlelt próza, Magyar Hírlap 1987. május 9., 5. old.
- Kamarás István: Az Iskola a határon befogadásának vizsgálata, Bár, 1999/4.-2000./1. 1370–1358. old.
- Kartal Zsuzsa: Ottlik Géza: Próza, Magyar Namzet, 1980. július 27., 13. old.
- Károlyi Csaba: Az ős-iskola, Élet és Irodalom, 2000, 1. 15.
- Károlyi Csaba: Az Ottlik-érzet, Jelenkor, 1990, 3. sz. 171-173. old.
- Kelecsényi László: Az ősváltozat = Ottlik Géza: Továbbélők, 1999, Pécs, Jelenkor, 151-154. oldal
- Kéry László: Hátranézés egy kritikára, Élet és Irodalom, 1960. augusztus 12. 4. oldal
- Kitüntetett művészek, Magyar Nemzet, 1981. április 8., 4. old.
- Kis Pintér Imre: Lenni, de látni is a létezést. Ottlik Géza világegyenleteiről, Jelenkor, 1982, 5. sz. 398-406. old.
- Kis Pintér Imre: Esélyek, 1990, Budapest, Magvető, 166-184. old.
- Koczkás Sándor: Realizmus vagy dekadencia? Egy vita epilógusa, Élet és Irodalom, 1960, november 4. 1-2. old.
- Köpeczi Béla: Egzisztencialista jelenségek a mai magyar irodalomban, Élet és Irodalom, 1961, május 5. 1-4. old.
- Kőrizs Imre: Ottlik Budájának szövege, Irodalomtudományi Közlemények, 1997, 3/4. 343-346. old.
- Kőrizs Imre: Retus, Élet és Irodalom, 1996, 27. sz. 14. old.
- Kőrösi Zoltán: Egy léthelyzet dokumentumai, Kortárs, 1990. 1. sz. 153-156. old.
- Kukorelly Endre: Kedvenc, 1996, Pécs
- Kukorelly Endre: Könnyű elakadni, Magyar Narancs, 1993. július 15.
- Kulcsár Szabó Ernő: A regényi funkció három modellje = Műalkotás-szöveg-hatás. 1987, Budapest, Magvető k., 197-249. old.
- Lehoczky Gergely: Új magyar regény. Ottlik Géza: Iskola a határon, Új Látóhatár, 1961, 134-142. old.
- Lékay Ottó: Ottlik Géza: Iskola a határon = A Könyvtáros, 1960. 148-149. old. és Könyvbarát, 1960, 2. sz. 84-85. old.
- Lengyel Balázs: Ami volt: van. Ottlik köszöntése, = L. B.: Egy magatartás története, 337-342. old.
- Lengyel Balázs: Az Iskola megmaradása. Ottlik Géza köszöntése = L. B.: Közelképek, 1979, 464-469. old.
- Lengyel Balázs: Cédulák az Ottlik-stílusról, in: Jelenkor, 1987, 5. sz. 396-399. old.
- Lengyel Balázs: Ottlik Géza elbeszélései = L. B.: Hagyomány és kísérlet, 1972, 327-332. old.
- Lengyel Balázs: Ottlik Géza hatvan éves, Élet és Irodalom, 1972, 19. sz. 11. old.
- Lengyel Balázs: Ottlik igaza, Kortárs, 1992, 12. sz. 17-18. old.
- Lengyel Balázs: Zöld és arany, 1988, Budapest, Magvető k., 312-318. old.
- Lengyel Péter: A kedves polcom, Magyar Napló, 1992, 9. sz. 33. old.
- Lengyel Péter: Adósság. Ottlik Géza: Iskola a határon, Mozgó Világ, 1976, 1. sz. 95-108. old.
- Lengyel Péter: Látogatóban Ottlik Gézánál, Élet és Irodalom, 1970, 11. sz. és Látogatóban, szerkesztő: L. P., 1971, 211-218. old.
- Ligeti Vilma: Ottlik Géza: Iskola a határon, Népművelés, 1960, 1. sz. 29. old.
- Margócsy István: „Nagyon komoly játékok” = Tanulmányok, kritikák, 1996, Budapest, Pesti Szalon, 135-142. old.
- Mártonffy Marcell: Párhuzamosok találkozása: Az Iskola a határon biblikus értékeléséhez = M. M.: Folyamatos kezdet, 1999, Pécs, Jelenkor, 279-296. old.
- Martos Gábor: Ismeretlen fényképek az Ottlik család tagjairól, Jelenkor, 1997, 1. sz. 31-36. old.
- Medve A. Zoltán: Senkiföldjén, valahogy, Jelenkor, 1992, 5. sz. 398-402. old.
- Mélylégzés. Adalékok Ottlik Géza Iskola a határon című regényének világához; szerkesztő: Fűzfa Balázs, bibliográfia Sáray Anna; Savaria University Press, Szombathely, 1997.
- Mészáros Sándor: Egy másik regény – Az Iskola a határon első szövegváltozata, Élet és Irodalom, 2000. 1. sz. 15. old.
- Mihályfi Gábor: Nézzünk még egyszer hátra…, Élet és Irodalom, 1969, augusztus 5. 4. oldal
- Mohai V. Lajos: Célt érni, prózát írni = M. V. L.: Papírbóják, 1996, Budapest, Karinthy, 56-59. old.
- Mohai V. Lajos: Húsz év az olvasásra = M. V. L.: Papírbóják, 1996, Budapest, Karinthy, 47-55. old.
- Mohai V. Lajos: Kétkezes regény? Az Ottlik -rejtély, HVG, 1999. március 6.
- Mosa Diána: Ottlik, a semmi és Dsida, BÁR, 2013 (89. évf.) 3. szám, 89-100. old.
- N. Pál József: „…védeni egy kis várat…”, Kortárs, 2000, 2. sz. 101-109. old.
- Nacsády János: Ottlik Géza: Hajnali háztetők, Tiszatáj, 1969, 670-671. old.
- Nagy Edit: Lánc, lánc, háló-lánc – Mű és valóság viszonyáról Madách Imre, Karinthy Frigyes és Ottlik Géza írói világában, in: Költészet és gondolkodás, szerk.: Loboczky János, Eger, 2007, 89-106.
- Nagy Edit: Lánc, lánc, háló-lánc II. A "nem időben, hanem térben" megírt Tragédiáról, XV. Madách Szimpózium, 2008, 141-158.
- Nagy Edit: A világba vetett bizalom és az idiotikus honvágy. Párhuzamok Ottlik Géza és Kertész Imre regényvilágában, in: "... száz év múlva is emlékezett dolgokra ..." Ottlik Géza első évszázada, Savaria Univrsity Press, Szombathely, 2015, 129-141.
- Nagy Edit: Élet az amorális időben, írás a néző/idegen idejében. Párhuzamok Ottlik Géza és Kertész Imre (regény)világában, in: A mindenség ernyőjére kivetítve, szerk.: Osztroluczky Sarolta, Kortárs Kiadó, Bp., 265-278.
- Nagy Péter: Hová néz az irodalmár?, Élet és Irodalom, 1969. augusztus 5. 4. oldal
- [Nagy Zoltán]: Ottlik Géza: Iskola a határon, Észak-Magyarország, 1960. január 27., 22. sz.
- Nekrológok, Magyar Napló, 1990, 44. sz. 1., 3-5. és 16. old.
- Nemeskürty István: A lélek helyes tartása az íráshoz, Élet és Irodalom, 1987, 19. sz. 7. old.
- Nemeskürty István: Ottlik Géza, Kortárs, 1982., 5. sz. 775-776. old.
- Nyárády Gábor: Amiről Ottlik nem beszél, Jelenkor, 1994, 3. sz. 263-271. old.
- Olasz Sándor: Az első Ottlik-monográfia, Hitel, 1995, 1 sz. 98-101. old.
- Olasz Sándor: Az Iskola a határon ősváltozata, Hitel, 2000, 11 sz. 101-104. old.
- Olasz Sándor: Ottlik Géza halálára, Tiszatáj, 1991, hátsó borítóbelső
- Ottlik 70 éves köszöntése 1982-ben: -kes [Berkes Erzsébet], Magyar Nemzet, 5. 9., 6. old.; Felde Györgyi, Népszabadság, 5. 8., 15. old.; Hornyik Miklós. Magyar Képes Újság, 11., 27. old.; Makai Tóth Mária. Dél-Magyarország, 5. 8., 7. old.; Dolgozók Lapja, 5. 8., 6. old.; Népújság, 5. 8., 8. old.; Nógrád, 5. 8., 9. old.; Vas Népe, 5. 8., 9. old.; Zalai Hírlap, 5. 8., 7. old.; Mátyás István, Pest Megyei Hírlap, 5. 8., 9. old.; Cs. Szabó László, Kortárs, 5. sz., 773-4. old.; T. M., Kisalföld, 5. 8., 9. old.; Tarján Tamás, Kritika, 5. sz. 21. old.
- Ottlik 75 éves köszöntése 1987-ben: -kes [Berkes Erzsébet], Magyar Nemzet, 5. 9., 9. old.; Kabdebó Lóránt, Magyar Hírlap, 5. 9., 5. old.; Nemeskürty István, Élet és Irodalom, 19. sz. 7. old.; Rónay László, Új Tükör, 19. sz. 17. old.; D. Szabó Ede, Magyar Ifjúság, 19. sz. 6. old.; V. K. [Végh Károly]: Népszabadság, 5. 9., 15. old.
- Ottlik Géza és a Vigilia, Vigília, 1983, 4. sz. 297-298. old.
- Ottlik Géza levelei Rónay Györgynek, Vigília, 1983, 4. sz. 299-301. old.
- Ottlik-mozaik, összeállította: G. Merva Mária, Holmi, 1995, 5. sz. 1362–1376. old.
- Pályi András: Ottlik Géza: Minden megvan, Tiszatáj, 1970, 1167–1169. old.
- Pásztor Bertalan: Az Ottlik-regény hetedik fejezete, Magyartanítás, 1984, 4. 185-187. old.
- Pomogáts Béla: A regény: tett, Új Tükör, 1985, 14. sz. 18. old.
- Pomogáts Béla: A számvetés iskolája, = Sorsát kereső irodalom. Budapest, 1979, Magvető, 185-217. old.
- Pomogáts Béla: Ottlik Géza: Minden megvan, Alföld, 1970. 8. sz. 75-77. old.
- Pomogáts Béla: Ottlik Géza: Próza, Könyvvilág, 1980. 6. sz. 2. old. és Üzenet, 1980. 10. sz. 567-568. old.
- Poszler György: Isten óvja a Trieszti öblöt, Újhold Évkönyv, 1988. 1. k. 425-427. old. és az Ottlik-emlékkönyvben
- [Ruffy Péter]: Ottlik Géza: Iskola a határon, Magyar Nemzet, 1960. január 26., 21. sz. 4. old.
- Rádics Károly: Ottlik Géza: Próza, Somogyi Néplap, 1980. július 16., 5. old.
- Rákos Péter: Sebekből szivárgó gyanta = R. P.: Az irodalom igaza, 1987, Bratislava – Budapest, 206-211. old.
- Reményi József Tamás: Iskola a Határon = R. J. T., Tarján Tamás: Magyar irodalom 1945–1995: Műelemzések, 1996, Budapest, Corvina, 129-134. old.
- Restár [Sándor]: Ottlik Géza: Próza, Magyar Ifjúság, 1980, 35. sz. 40. old.
- Rónay György: Ahol valóban „minden megvan”, Napjaink, 1970, 12. sz. 11. old.
- Rónay György: Az olvasó naplója. Ottlik Géza: Hajnali háztetők, Vigília, 1959, 117-123. old.
- Rónay György: Az olvasó naplója. Ottlik Géza: Iskola a határon, Vig, 1960, 51-54. old. és R. GY: Olvasás közben, 1971, 253-259. old.
- Rónay György: Irodalom bura alatt, Vigília, 1993, 5. sz. 379-385. old.
- Rónay György: Kegyelemtan = R.L.: Társunk az irodalom, 1990, Budapest, Szépirodalmi, 159-181. old.
- Rónay László: Kegyelemtan. Feljegyzés Ottlikról, Új Auróra, 1987. 1. sz. 84-101. old.
- Rónay László: Ottlik = Hűséges sáfárok, 1975, Budapest, Szépirodalmi kiadó, 362-376. old.
- Rónay László: Haladék a prózaírónak?, Magyar Hírlap, 1980, június. 29.
- Rónay László: Ottlik Géza, Vigília, 1971, 464-469.
- Rónay László: Ottlik Géza: Minden megvan, Napjaink, 1970., 12. sz. 11. old.
- Rónay László: Ottlik Géza: Próza, Magyar Hírlap, 1980. június 29., 10. old. és Új Ember, 1980., 27. sz. 4. old. és Vigília, 1980. 9. sz. 643-644. old.
- Rónay László: Ottlik Géza: Próza, Vigília, 1980, 643-644. old.
- Rónay László: Töredék Ottlik Gézáról, Kritika, 1987., 5. sz. 14. old.
- Salamon István: „Az étheren át…”, Kortárs, 2000. 2. sz. 109-17. old.
- Schneller István: A bizalom tere, Magyar Napló, 1994. 11. sz. 12. old.
- Sík Csaba: Ottlik Géza: Próza, Új Tükör, 1980. 23. sz. 2. old.
- Sorakozó, Mozgó Világ, 1982. 5. sz. 5-33. old. Csaplár Vilmos, Kolozsvári Papp László, Balázs József, Tar Sándor, Marosi Gyula, Körmendi Lajos, Szilágyi Ákos, Márton László, Dobai Péter, Bereményi Géza, Granasztói György, Ambrus Lajos, Kodolányi Gyula, Grendel Lajos, Krasznahorkai László, Pályi András, Sarusi Mihály, Veress Miklós, Tandori Dezső, Ungváry Rudolf, Csalog Zsolt, Zalán Tibor, Egyed Péter, Wehner Tibor, Kornis Mihály, Czakó Gábor, Esterházy Péter.
- Sükösd Mihály: Hevenyészés Ottlikról, Kortárs, 1982., 5. sz. 777-779. old.
- Sükösd Mihály: Ottlik = S. M.: Seregszemle, 1986, Budapest, Szépir., 298- 303. old.
- Szántó Gábor András: A regény mint „új, s inkább újszövetségi műfaj”, Irodalomtudományi Közlemények, 1998, 1/2. sz. 67-90. old.
- Szántó Piroska: A bűvös vadász, 1994, Európa
- Szántó Piroska: A bűvös vadász, Holmi, 1994, 3. sz. 353-371. old.
- Szász Imre: Könyvespolcom, Magyar Hírlap, 1975. augusztus 3. 10. old.
- Szász Imre: Ottlik Géza: Iskola a határon = Sz. I.: Háló nélkül, 1978., 89-92. old.
- Szávai Géza: Mondatok (regénye), A Hét, 1982. 35. sz. 4. old.
- Szávai Géza: Ottlik Géza: Iskola a határon, A Hét, 1982. 35. sz. 4. pld.
- Szávai János: Egyetemesség, magyarság, Új Írás, 1981. 8. sz. 94-97. old.
- Szávai János: A hallgatás szövete. Ottlik Géza: Próza, Új Írás, 1980. 10. sz. 103-105. old.
- Szegedy-Maszák Mihály: Példázat a belső függetlenségről, Alföld, 1982. 10. sz. 52-64. old.
- Szegedy-Maszák Mihály: A folytatás kényszere, Holmi, 1993. 12. sz. 1728–1731. old.
- Szitár Katalin: Ottlik Géza, Literatura, 1995. 4. sz. 425-430. old.
- Tandori Dezső: Ubul van, Élet és Irodalom, 1995. november 15.
- Tandori Dezső: „…csak egy ürge…”,. Új Írás, 1985. 1. sz. 92-100. old.
- Tandori Dezső: „Agyagszerűen lehetett…” = T. D.: A zsalu sarokvasa, 1979., 159-172. old.
- Tandori Dezső: „Talán nem túlságosan lényeges, de mégis nehezen elhallgatható tartalmak” – Ottlik Gézának, Új Írás, 1975. 5. sz. 96-97. old.
- Tandori Dezső: …Pilinszky…Ottlik…, MV, 1987. 10. sz. 114-120. old.
- Tandori Dezső: A kimondható érzés = T. D.: A zsalu sarokvasa, 1979, 173-193. old.
- Tandori Dezső: A ló éve 1990, Palócföld, 1991. 1. sz. 40-47. old.
- Tandori Dezső: A rendezetlen dolgok valódibb rendje, Új Írás, 1981. 8. sz. 89-93. old.
- Tandori Dezső: Az eltűnt látószög nyomában, Budapest, 1982. 4. sz. 22-23. old.
- Tandori Dezső: Ottlik Géza emlékezete „Saint Mondé”, Vigília, 1990. 12. sz. 942-945. old.
- Tandori Dezső: Sportlevél Ottlik Gézának, Tiszatáj, 1976. 9. sz. 28-30. old.
- Tandori Dezső: Egy húszéves regény. Ottlik Géza: Iskola a határon, Kortárs, 1979. 11. 1793–1802. old.
- Tandori Dezső: Párbeszéd Ottlik Gézáról. A rendezetlen dolgok még ismeretlen valódibb rendje, Új Írás, 1981. 8. sz. 89-93. old.
- Tandori Dezső: Hány óra Buda = T. D.: Kísértetként a Krisztinán, 1994, 101-104. old.
- Tandori Dezső: Budán innen, Budán túl = T. D.: Madárzsoké, 1995, 182-211. old.
- Tar Patrícia: Az önéletrajzi térregény, Életünk, 2000. 7/8. sz. 594-599. old.
- Tatár Sándor: A létezés-szakma: elébevágni a nyelvnek, Életünk, 1990. 8. sz. 658-665. old.
- Teleki László: Ottlik Géza: Iskola a határon, Köznevelés, 1960. 9. sz. hátsó borító
- Thomka Beáta: Ottlik nyitva maradt ajtai, Híd, 1979. 11. sz. 1318–1322. old.
- Tolcsvai Nagy Gábor: A „tökéletes mondatok” poétikája Ottlik prózájában = T. N. G.: „Nem találunk szavakat”, 1999, Pozsony, Kalligram, 128-148. old.
- Tóth Anikó, N.: Bolyongás Ottlik Budájá(ba)n = N. T. A.: Kísérlet a megszólalásra és elnémulásra, 1999, Pozsony, Kalligram, 56-67. old.
- Tóth Dezső: Ottlik Géza: Iskola a határon, Kortárs, 1960. 3. 461-463. old.
- Tóth Dezső: Életünk-regényeink, 1963, Budapest, Szépirodalmi kiadó, 134-142. old.
- Tőzsér Árpád: Iskola a határon, Magyar Napló, 1992. 10. sz. 4-5. old.
- Tőzsér Árpád: Iskola Hranicén: Ottlik-Musil párhuzamok = T. Á.: A nem létező tárgy tanulmányozása, 1999, Pozsony, Kalligram, 19-26. old
- Tatár Imre: Ottlik Géza: Iskola a határon, Esti Hírlap, 1960. január 14., 11. sz.
- Turcsányi Márta: Iskola a határon = Kelecsényi László, Osztovics Miklós, T. M.: Középiskolai kötelező olvasmányok elemzése, 1999, Budapest, Corvina, 220-226. old.
- V. K.: Ottlik Géza 75, Népszabadság, 1987. május 9., 15. old.
- Varga Lajos Márton: Ottlik Géza: Próza, Kritika, 1980. 10. sz. 30-31. old.
- Veress Miklós: Tekintet Ottlikra, Tekintet, 2000. 6. sz. 121-122. old.
- Vezér Erzsébet: Kottlik Géza: Alrealisták a határon, Új írás, 1961. augusztus
- Wernitzer Julianna: Hallgatás és tett, Magyartanítás, 1983. 4. sz. 154-163. old.
- Zirkuli Péter: „Minden megvan” (Ottlik Gézáról), Korunk, 1972. 10. sz. 1582–1585. old.
- Zirkuli Péter: Minden megvan = Ujjlenyomat a deszkafalon, 1999, Budapest, Seneca, 28-32. old.

## Hang és kép
- Ottlik Géza előadásában
  - Pesti képeskönyv
  - Csillagszórók az éjszakák
- Mozgó Tipográfia
- Emlékezések Ottlik Gézára, interjúsorozat és virtuális kiállítás a pimmédián 
  -     - Lengyel Balázzsal beszélget Kelevéz Ágnes 
    - Rónay Lászlóval beszélget Kelevéz Ágnes 
    - Réz Pállal beszélget László Ferenc 
    - Lengyel Péterrel beszélget Kelevéz Ágnes 
    - Esterházy Péterrel beszélget Kelevéz Ágnes 
    - Györe Balázzsal beszélget Kelevéz Ágnes 
    - Fakan Balázzsal beszélget Kelevéz Ágnes 
    - Dömölky Jánossal beszélget Kelevéz Ágnes
- Ottlik Géza hangja a PIMmédián
  - Ottlik Géza megnyitóbeszéde Szántó Piroska kiállításán 
  - Ottlik Géza a Kosztolányi-pályázat kiállításán

## Származása
| Ottlik Géza (Budapest, 1912. máj. 9.– Budapest, 1990. okt. 12.) író, műfordító | Apja: Ottlik Géza (Buda, 1865. nov. 13.– Budapest, 1913. dec. 23.) miniszteri osztálytanácsos | Apai nagyapja: Ottlik Géza (Pest, 1830. máj 31.– Jezvin, 1911. szept. 10.)                | Apai nagyapai dédapja: Ottlik Sándor (Felső-Ozoróc, 1795. júl. 15.– Ozor, 1846)             |
| Ottlik Géza (Budapest, 1912. máj. 9.– Budapest, 1990. okt. 12.) író, műfordító | Apja: Ottlik Géza (Buda, 1865. nov. 13.– Budapest, 1913. dec. 23.) miniszteri osztálytanácsos | Apai nagyapja: Ottlik Géza (Pest, 1830. máj 31.– Jezvin, 1911. szept. 10.)                | Apai nagyapai dédanyja: Ónody Terézia (Pest, 1797. júl. 28.– Budapest, 1875. ápr. 21.)      |
| Ottlik Géza (Budapest, 1912. máj. 9.– Budapest, 1990. okt. 12.) író, műfordító | Apja: Ottlik Géza (Buda, 1865. nov. 13.– Budapest, 1913. dec. 23.) miniszteri osztálytanácsos | Apai nagyanyja: Benyovszky Bianka (Pest, 1834. máj. 24.– Őszény, 1918. júl. 9.)           | Apai nagyanyai dédapja: Benyovszky Péter (Gyón, 1785. dec. 4.– Pest, 1855. jan. 16.) ügyvéd |
| Ottlik Géza (Budapest, 1912. máj. 9.– Budapest, 1990. okt. 12.) író, műfordító | Apja: Ottlik Géza (Buda, 1865. nov. 13.– Budapest, 1913. dec. 23.) miniszteri osztálytanácsos | Apai nagyanyja: Benyovszky Bianka (Pest, 1834. máj. 24.– Őszény, 1918. júl. 9.)           | Apai nagyanyai dédanyja: Bacsák Anna (Alszász, 1800. márc. 30.– 1835. márc. 25.)            |
| Ottlik Géza (Budapest, 1912. máj. 9.– Budapest, 1990. okt. 12.) író, műfordító | Anyja: Csonti Szabó Erzsébet (Kecskemét, 1876. okt. 17.– Budapest, 1947. okt. 18.)            | Anyai nagyapja: Csonti Szabó János (Kecskemét, 1820. jún. 19.– Kecskemét, 1901. dec. 14.) | Anyai nagyapai dédapja: Csonti Szabó János kecskeméti gazdálkodó                            |
| Ottlik Géza (Budapest, 1912. máj. 9.– Budapest, 1990. okt. 12.) író, műfordító | Anyja: Csonti Szabó Erzsébet (Kecskemét, 1876. okt. 17.– Budapest, 1947. okt. 18.)            | Anyai nagyapja: Csonti Szabó János (Kecskemét, 1820. jún. 19.– Kecskemét, 1901. dec. 14.) | Anyai nagyapai dédanyja: Józsa Ilona                                                        |
| Ottlik Géza (Budapest, 1912. máj. 9.– Budapest, 1990. okt. 12.) író, műfordító | Anyja: Csonti Szabó Erzsébet (Kecskemét, 1876. okt. 17.– Budapest, 1947. okt. 18.)            | Anyai nagyanyja: Lipóczy Anna (Kecskemét, 1839. júl. 21.– Kecskemét, 1898. már. 26.)      | Anyai nagyanyai dédapja: Lipóczi Sándor kecskeméti kisbirtokos                              |
| Ottlik Géza (Budapest, 1912. máj. 9.– Budapest, 1990. okt. 12.) író, műfordító | Anyja: Csonti Szabó Erzsébet (Kecskemét, 1876. okt. 17.– Budapest, 1947. okt. 18.)            | Anyai nagyanyja: Lipóczy Anna (Kecskemét, 1839. júl. 21.– Kecskemét, 1898. már. 26.)      | Anyai nagyanyai dédanyja: Elefánt(y) Klára                                                  |